# Агрести-ди-Итабаяна (микрорегион)

Агрести-ди-Итабаяна на карте.

Агрести-ди-Итабаяна (порт. Microrregião do Agreste de Itabaiana) — микрорегион в Бразилии, входит в штат Сержипи. Составная часть мезорегиона Сельскохозяйственный район штата Сержипи. 
Население составляет 	160 288	 человек (на 2010 год). Площадь — 	1 123,329	 км². Плотность населения — 	142,69	 чел./км².

## Демография
Согласно сведениям, собранным в ходе переписи 2010 г. Национальным институтом географии и статистики (IBGE), население микрорегиона составляет:						
| Полное население                             | Полное население                             | Полное население                             | Полное население                             | 160 288 |
| -------------------------------------------- | -------------------------------------------- | -------------------------------------------- | -------------------------------------------- | ------- |
| в том числе:                                 | Городское население                          | 102 666                                      | Процент городского населения, %              | 64,05   |
|                                              | Сельское население                           | 57 622                                       | Процент сельского населения, %               | 35,95   |
|                                              | Мужское население                            | 79 018                                       | Процент мужского населения, %                | 49,30   |
|                                              | Женское население                            | 81 270                                       | Процент женского населения, %                | 50,70   |
| Плотность населения, чел/км²                 | Плотность населения, чел/км²                 | Плотность населения, чел/км²                 | Плотность населения, чел/км²                 | 142,69  |
| Население микрорегиона в % к населению штата | Население микрорегиона в % к населению штата | Население микрорегиона в % к населению штата | Население микрорегиона в % к населению штата | 7,75    |

## Статистика
- Валовой внутренний продукт на 2004 составляет 462 947 152,00 реалов (данные: Бразильский институт географии и статистики).
- Валовой внутренний продукт на душу населения на 2004 составляет 2965,56 реалов (данные: Бразильский институт географии и статистики).
- Индекс развития человеческого потенциала на 2000 составляет 0,660 (данные: Программа развития ООН).

## Состав микрорегиона
В составе микрорегиона включены следующие муниципалитеты:
1. Арея-Бранка
2. Кампу-ду-Бриту
3. Итабаяна
4. Макамбира
5. Мальядор
6. Мойта-Бонита
7. Сан-Домингус